# München Barons
München Barons – niemiecki klub hokeja na lodzie z siedzibą w Monachium działający w latach 1999–2002.

## Historia
Klub został założony w 1999 i 21 czerwca tego roku klub został przyjęty do DEL. W pierwszym sezonie zdobył Mistrzostwo Niemiec, w drugim wicemistrzostwo, a w trzecim była najlepsza po sezonie zasadniczym i dotarła do półfinału ulegając Kölner Haie. W związków z trudnościami finansowymi po sezonie 2001/2002 drużyna została wycofana z DEL. Następcą klubu został zespół Hamburg Freezers.

## Sukcesy
- Złoty medal mistrzostw Niemiec: 2000
- Srebrny medal mistrzostw Niemiec: 2001

## Zawodnicy
Najskuteczniejszym graczem drużyny był Kanadyjczyk Simon Wheeldon. W klubie występował także Derek King.